# Rich Franklin
Richard Jay Franklin II (Cincinnati, 5 ottobre 1974) è un ex lottatore di arti marziali miste statunitense.
È stato campione dei pesi medi UFC tra il 2005 ed il 2006 con due difese del titolo, vincendo la cintura contro Evan Tanner e perdendola poi contro Anderson Silva; ha poi lottato nuovamente per tale titolo nel 2007 venendo ancora una volta sconfitto da Anderson Silva.
Ha fatto anche da allenatore nella seconda stagione del reality show The Ultimate Fighter.
Dal 2014 è il vicepresidente della promozione singaporiana ONE FC.

## Carriera nelle arti marziali miste

### Ultimate Fighting Championship
Franklin iniziò la sua carriera nell'UFC con una perfetta partenza di 3-0, compresa una vittoria sul veterano delle MMA Evan Tanner ad UFC 42.
Il 5 aprile 2005 Franklin combatté nel main event d The Ultimate Fighter 1 Finale, il primo show UFC della storia ad andare in diretta gratis sulla tv via cavo. Rich affrontò l'ex campione UFC e futuro hall of famer Ken Shamrock vincendo per KO. Franklin impressionò per essere riuscito per primo nella storia a mandare al tappeto Ken. Questa vittoria contro un'icona delle arti marziali miste lo spinse immediatamente tra le star della federazione e gli assicurò inoltre una title shot per la cintura dei pesi medi.
L'incontro per il titolo si tenne il 5 giugno 2005 a UFC 53 dove Franklin sconfisse nuovamente Evan Tanner diventando UFC Middleweight Champion. Questa vittoria lo portò ad essere l'allenatore del suo team nella seconda stagione di The Ultimate Fighter, contrapposto alla squadra del campione dei pesi welter Matt Hughes.
Ad UFC 56 il 19 novembre 2005, Franklin difese il suo titolo contro Nate Quarry, un avversario proveniente dalla prima stagione di The Ultimate Fighter. Ftanklin vinse per KO nel primo round.
Ad UFC 58 avvenne la seconda difesa favorevole del titolo contro David Loiseau in una vittoria per decisione unanime dopo il quinto round. All'inizio del secondo round però Franklin si ruppe la mano sinistra, a causa di cui dovette operarsi e rimanere sei mesi fuori dall'ottagono.

### Perdita del titolo
Il 14 ottobre 2006, ad UFC 64, Franklin perse il suo titolo nel match di ritorno venendo sconfitto dal brasiliano Anderson Silva. Il combattimento fu interrotto al minuto 2.49 del primo dopo che Franklin ricevette una ginocchiata al volto. Prima del match, Franklin era considerato il favorito ma Silva, dopo averlo bloccato in un clinch, lo riempì di ginocchiate e calci fino a renderlo incosciente. Il 19 ottobre Franklin dovette operarsi a causa di una frattura al naso rimediata durante il combattimento.
Franklin fece il suo ritorno a UFC 68 dove, mostrando uno striking superiore, batté Jason MacDonald per TKO. Dopo l'incontro, Franklin chiamò Anderson Silva nell'ottagono dicendo che lui e Dana White erano d'accordo per un rematch per il titolo dei pesi medi nella sua città natale, Cincinnati.
In uno scontro che avrebbe dovuto determinare il primo sfidante al titolo dei pesi medi, Franklin combatté contro Yushin Okami a UFC 72, Belfast, Irlanda del Nord. Rich sconfisse il top contender vincendo per decisione unanime divenendo ufficialmente il primo sfidante al titolo di Silva. Il match fu solamente il secondo che Franklin portò sulla lunga distanza (essendo un match non titolatò si disputava sulle tre riprese). Tutti e tre i giudici dichiararono un punteggio di 29-28 in favore dell'americano.
Franklin riaffrontò Silva a UFC 77 il ottobre 2007. Prima dell'incontro siglò un nuovo contratto di sei incontri con l'UFC. Similmente alla prima contesa però, Silva neutralizzò Franklin nel clinch sconfiggendo lo sfidante per TKO (ginocchiate) al minuto 1.07 del secondo round.
Franklin fought Silva for a second time at UFC 77 on October 20, 2007. Prior to the bout, he had recently signed a new six-fight contract with the UFC.
Sfumata la nuova chance mondiale, Franklin iniziò a fare regolari viaggi a Seattle, per allenarsi con Matt Hume della AMC Pankration e Joel Jamieson di 8WeeksOut per prepararsi a UFC 83 dove avrebbe affrontato la cintura nera di Brazilian Jiu-Jitsu, Travis Lutter. Durante lo show Franklin vinse per TKO al minuto 3.01 del secondo round. Ad UFC 88, Franklin fece il suo ritorno nella categoria dei pesi mediomassimi contro il suo stretto amico e compagno di allenamento, Matt Hamill. Franklin visse per TKO con un calcio al fegato che indusse l'arbitro a fermare l'incontro dopo 39 secondi dall'inizio del terzo round.
In seguito Franklin incontrò l'ex campione dei pesi welter e dei pesi medi del PRIDE, Dan Henderson, a UFC 93 a Dublino, Irlanda. In un incontro altamente contestato, Franklin perse per decisione non unanime. Al vincitore venne data l'opportunità di guidare il Team USA nella nona stagione di The Ultimate Fighter. Franklin divenne il primo uomo a disputare un main event di uno show UFC sia in Irlanda del Nord che nella Repubblica d'Irlanda.
Ad UFC 99 a Colonia, in Germania, Franklin sconfisse la leggenda del PRIDE, l'ex campione dei pesi medi, Wanderlei Silva per decisione unanime. Franklin divenne la prima persona nella storia dell'UFC a combattere in quattro diverse nazioni, in quattro combattimenti consecutivi. L'incontro successivo invece lo perse contro l'ex campione dei pesi massimi leggeri dell'UFC Vítor Belfort ad UFC 103. Quello fu il primo match di Belfort sin dal febbraio 2005.

### Ritorno nella divisione dei massimi leggeri

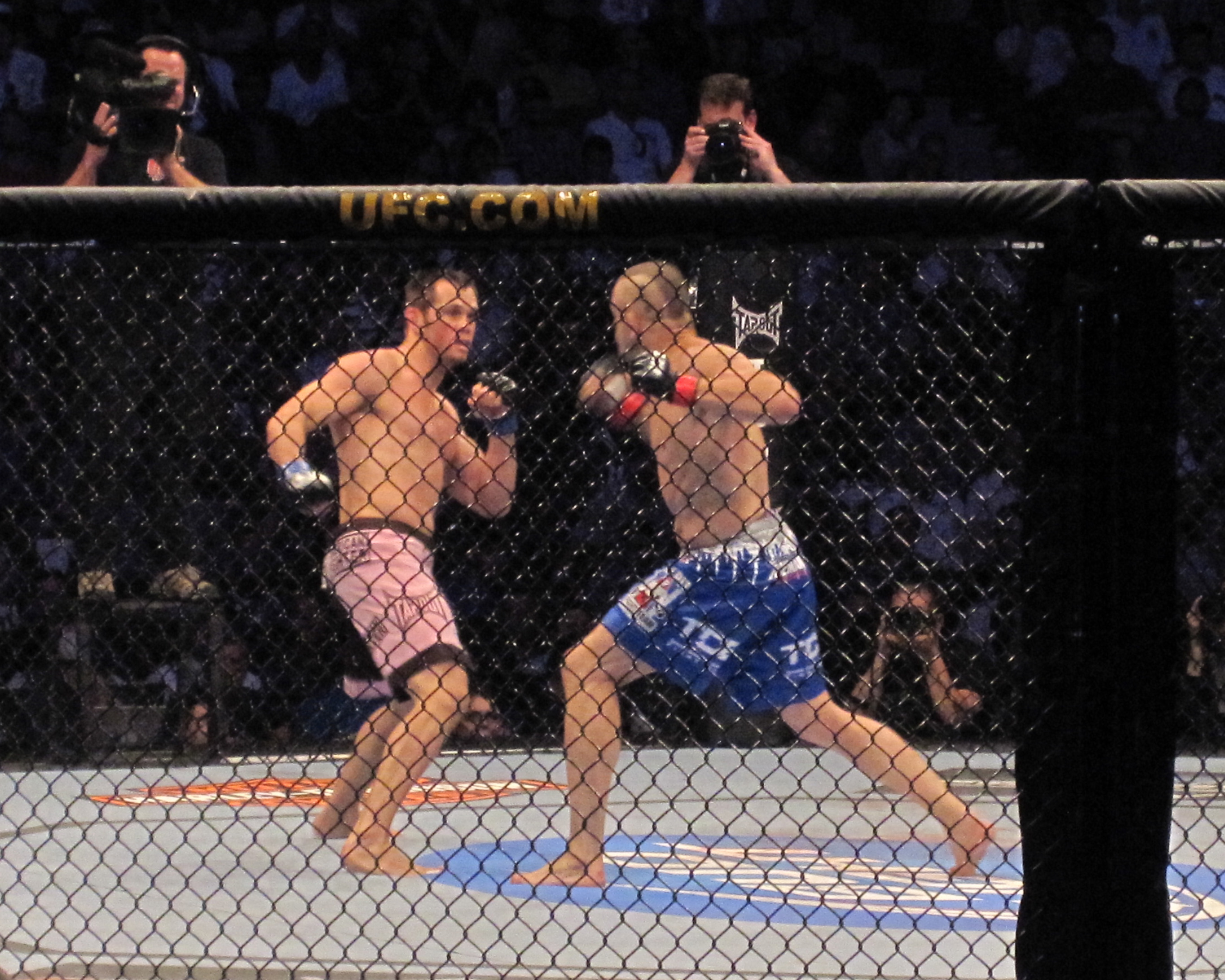
Rich Franklin vs. Chuck Liddell ad UFC 115

Voci davano Franklin come avversario del pluricampione UFC Randy Couture a UFC 115. Dopo contrastanti illazioni su chi sarebbe stato il suo avversario,
a Franklin fu confermato che avrebbe affrontato l'ex campione dei massimi leggeri UFC e UFC hall of famer Chuck Liddell il 12 giugno 2010, sostituendo l'iniziale avversario programmato per Liddell, Tito Ortiz. Durante la contesa, Liddell mostrò un migliorato striking rispetto ai suoi ultimi combattimenti, mostrando alcuni calci notevoli. Nei secondi finali del round iniziale, Liddell andò a segno con un calcio alla testa attaccando subito uno smarrito Franklin che però lo mise KO quando mancavano solo cinque secondi alla fine del round. Nella conferenza stampa a seguito del match, Franklin confermò che l'attacco di Liddell gli aveva rotto l'avambraccio. Fortunatamente la frattura non richiese un intervento, permettendo a Franklin di riprendersi più velocemente.
Ad UFC 126 Franklin subì una sconfitta per mano dell'ex campione dei massimi leggeri Forrest Griffin il 5 febbraio 2011, per decisione unanime.
In seguito Rich avrebbe dovuto affrontare Antônio Rogério Nogueira ad UFC 133 il 6 agosto 2011 a Filadelfia. Nogueira però fu costretto a rinunciare al match a causa di un infortunio alla spalla. Incapace di trovare un sostituto adeguato a causa dell'eccessiva vicinanza dell'evento, l'UFC tolse anche Franklin dalla card dello show.

### Nuovamente nei pesi medi
A causa dell'operazione subita per un infortunio alla spalla Franklin tornò nell'ottagono verso la metà del 2012 nella categoria dei pesi medi: avrebbe dovuto affrontare l'ex campione Strikeforce Cung Le, ma successivamente venne scelto come sostituto dell'infortunato Vítor Belfort per sfidare in un rematch Wanderlei Silva; Franklin vinse ancora, e sempre ai punti ma questa volta con un margine di punteggio più largo, benché anche questo incontro parve molto equilibrato.
Sul finire dell'anno combatte in Asia contro lo spettacolare attore e campione di sanda Cung Le, venendo sconfitto per KO con un gancio destro nel primo round.
Nel 2014 gli venne offerto un combattimento in maggio nella sua Cincinnati contro Antônio Rogério Nogueira ma lo stesso Franklin rifiutò la proposta in quanto al tempo era concentrato nell'avvio di un'azienda alimentare.

#### Ritiro dalle MMA
Nonostante la possibilità di voler combattere ancora una volta nelle MMA, Rich Franklin decise di annunciare il suo ritiro il 28 settembre del 2015.

### Vicepresidente della ONE FC
Nel maggio 2014 Rich Franklin annuncia di aver accettato un'offerta da parte della prestigiosa promozione singaporiana ONE FC per ricoprire il ruolo di vicepresidente alle spalle del fondatore Victor Cui: la ONE FC era attiva solamente dal 2011 ma già era divenuta l'organizzazione di MMA leader nel sud-est asiatico e puntava ad un'ulteriore aggressiva espansione geografica; contemporaneamente Rich era ancora sotto contratto con l'UFC come lottatore, ma dal 2012 non aveva più combattuto.

## Risultati nelle arti marziali miste
| Risultato  | Record   | Avversario      | Metodo                                 | Evento                            | Data              | Round | Tempo | Città                      | Note                                                 |
| ---------- | -------- | --------------- | -------------------------------------- | --------------------------------- | ----------------- | ----- | ----- | -------------------------- | ---------------------------------------------------- |
| Sconfitta  | 29-7 (1) | Cung Le         | KO (pugno)                             | UFC on Fuel TV: Franklin vs. Le   | 10 novembre 2012  | 1     | 2:17  | Cotai, Macao               |                                                      |
| Vittoria   | 29-6 (1) | Wanderlei Silva | Decisione (unanime)                    | UFC 147: Silva vs. Franklin II    | 23 giugno 2012    | 5     | 5:00  | San Paolo, Brasile         | Passa ai Pesi Medi                                   |
| Sconfitta  | 28–6 (1) | Forrest Griffin | Decisione (unanime)                    | UFC 126: Silva vs. Belfort        | 5 febbraio 2011   | 3     | 5:00  | Las Vegas, Stati Uniti     |                                                      |
| Vittoria   | 28–5 (1) | Chuck Liddell   | KO (pugno)                             | UFC 115: Liddell vs. Franklin     | 12 giugno 2010    | 1     | 4:55  | Vancouver, Canada          |                                                      |
| Sconfitta  | 27–5 (1) | Vítor Belfort   | KO Tecnico (pugni)                     | UFC 103: Franklin vs. Belfort     | 19 settembre 2009 | 1     | 3:02  | Dallas, Stati Uniti        |                                                      |
| Vittoria   | 27–4 (1) | Wanderlei Silva | Decisione (unanime)                    | UFC 99: The Comeback              | 13 giugno 2009    | 3     | 5:00  | Colonia, Germania          |                                                      |
| Sconfitta  | 26–4 (1) | Dan Henderson   | Decisione (non unanime)                | UFC 93: Franklin vs. Henderson    | 17 gennaio 2009   | 3     | 5:00  | Dublino, Irlanda           |                                                      |
| Vittoria   | 26–3 (1) | Matt Hamill     | KO Tecnico (calcio al corpo)           | UFC 88: Breakthrough              | 6 settembre 2008  | 3     | 0:39  | Atlanta, Stati Uniti       | Passa ai Pesi Mediomassimi                           |
| Vittoria   | 25–3 (1) | Travis Lutter   | KO Tecnico (pugni)                     | UFC 83: Serra vs St-Pierre 2      | 19 aprile 2008    | 2     | 3:01  | Montréal, Canada           |                                                      |
| Sconfitta  | 24–3 (1) | Anderson Silva  | KO (ginocchiate)                       | UFC 77: Hostile Territory         | 20 ottobre 2007   | 2     | 1:07  | Cincinnati, Stati Uniti    | Per il titolo dei Pesi Medi UFC                      |
| Vittoria   | 24–2 (1) | Yushin Okami    | Decisione (unanime)                    | UFC 72: Victory                   | 16 giugno 2007    | 3     | 5:00  | Belfast, Regno Unito       | Eliminatoria per il titolo dei Pesi Medi UFC         |
| Vittoria   | 23–2 (1) | Jason MacDonald | KO Tecnico (stop medico)               | UFC 68: The Uprising              | 3 marzo 2007      | 2     | 5:00  | Columbus, Stati Uniti      |                                                      |
| Sconfitta  | 22–2 (1) | Anderson Silva  | KO (ginocchiata)                       | UFC 64: Unstoppable               | 14 ottobre 2006   | 1     | 3:59  | Las Vegas, Stati Uniti     | Perde il titolo dei Pesi Medi UFC                    |
| Vittoria   | 22–1 (1) | David Loiseau   | Decisione (unanime)                    | UFC 58: USA vs Canada             | 4 marzo 2006      | 5     | 5:00  | Las Vegas, Stati Uniti     | Difende il titolo dei Pesi Medi UFC                  |
| Vittoria   | 21–1 (1) | Nate Quarry     | KO (pugno)                             | UFC 56: Full Force                | 19 novembre 2005  | 1     | 2:34  | Las Vegas, Stati Uniti     | Difende il titolo dei Pesi Medi UFC                  |
| Vittoria   | 20–1 (1) | Evan Tanner     | KO Tecnico (stop medico)               | UFC 53: This Time It's Personal   | 4 giugno 2005     | 4     | 3:25  | Newark, Stati Uniti        | Vince il titolo dei Pesi Medi UFC                    |
| Vittoria   | 19–1 (1) | Ken Shamrock    | KO Tecnico (pugni)                     | The Ultimate Fighter 1 Finale     | 9 aprile 2005     | 1     | 2:42  | Las Vegas, Stati Uniti     |                                                      |
| Vittoria   | 18–1 (1) | Curtis Stout    | KO Tecnico (Sottomissione ai pugni)    | SuperBrawl 38                     | 12 dicembre 2004  | 2     | 1:28  | Hawaii, Stati Uniti        |                                                      |
| Vittoria   | 17–1 (1) | Jorge Rivera    | Sottomissione (armbar)                 | UFC 50: The War of ' 04           | 22 ottobre 2004   | 3     | 4:28  | Atlantic City, Stati Uniti | Passa ai Pesi Medi                                   |
| Vittoria   | 16–1 (1) | Ralph Dilon     | Sottomissione (kimura)                 | Alaska Fighting Championship      | 14 luglio 2004    | 1     | 0:56  | Alaska, Stati Uniti        |                                                      |
| Vittoria   | 15–1 (1) | Leo Sylvest     | KO Tecnico (Sottomissione ai pugni)    | SuperBrawl 35                     | 16 aprile 2004    | 1     | 1:13  | Hawaii, Stati Uniti        |                                                      |
| Sconfitta  | 14–1 (1) | Lyoto Machida   | KO Tecnico (calcio alla testa e pugni) | Inoki Bom-Ba-Ye 2003              | 31 dicembre 2003  | 2     | 1:03  | Kōbe, Giappone             |                                                      |
| Vittoria   | 14–0 (1) | Edwin Dewees    | KO Tecnico (pugni e ginocchiate)       | UFC 44: Undisputed                | 26 settembre 2003 | 1     | 3:32  | Las Vegas, Stati Uniti     |                                                      |
| Vittoria   | 13–0 (1) | Roberto Ramirez | KO (pugno)                             | Battleground 1: War Cry           | 19 luglio 2003    | 1     | 0:10  | Illinois, Stati Uniti      |                                                      |
| Vittoria   | 12–0 (1) | Evan Tanner     | KO Tecnico (pugni)                     | UFC 42: This Time It's Personal   | 25 aprile 2003    | 1     | 2:40  | Miami, Stati Uniti         | Debutto in UFC                                       |
| Vittoria   | 11–0 (1) | Antony Rea      | KO Tecnico (pugni)                     | UCC Hawaii: Eruption in Hawaii    | 17 settembre 2002 | 1     | 2:46  | Hawaii, Stati Uniti        |                                                      |
| Vittoria   | 10–0 (1) | Yan Pellerin    | Sottomissione (armbar)                 | UCC 10: Battle for the Belts 2002 | 15 giugno 2002    | 1     | 3:23  | Québec, Canada             |                                                      |
| Vittoria   | 9–0 (1)  | Marvin Eastman  | Sottomissione (armbar)                 | World Fighting Alliance 1         | 3 novembre 2001   | 1     | 1:02  | Las Vegas, Stati Uniti     |                                                      |
| Vittoria   | 8–0 (1)  | Dennis Reed     | KO Tecnico (Sottomissione ai pugni)    | Extreme Challenge Trials          | 5 agosto 2001     | 1     | 1:38  | Ohio, Stati Uniti          |                                                      |
| Vittoria   | 7–0 (1)  | Chris Seifert   | KO Tecnico (Sottomissione ai pugni)    | Extreme Challenge 41              | 13 luglio 2001    | 2     | 1:45  | Iowa, Stati Uniti          |                                                      |
| Vittoria   | 6–0 (1)  | Travis Fulton   | KO Tecnico (mano rotta)                | RINGS USA: Battle of Champions    | 17 marzo 2001     | 1     | 5:00  | Iowa, Stati Uniti          |                                                      |
| No Contest | 5–0 (1)  | Aaron Brink     | No Contest (infortunio al piede)       | IFC: Warriors Challenge 11        | 13 gennaio 2001   | 1     | 2:42  | California, Stati Uniti    | Per il titolo statunitense dei Pesi Mediomassimi IFC |
| Vittoria   | 5–0      | Dennis Reed     | Sottomissione (armbar)                 | Extreme Challenge 35              | 29 giugno 2000    | 1     | 1:56  | Iowa, Stati Uniti          |                                                      |
| Vittoria   | 4–0      | Gary Myers      | KO (calcio alla testa)                 | WEF 9: World Class                | 13 maggio 2000    | 3     | 0:59  | Indiana, Stati Uniti       |                                                      |
| Vittoria   | 3–0      | Rob Smith       | KO Tecnico (pugni)                     | Extreme Challenge 31              | 24 marzo 2000     | 1     | 2:30  | Wisconsin, Stati Uniti     |                                                      |
| Vittoria   | 2–0      | Eugene Pinault  | KO Tecnico (Sottomissione ai pugni)    | Extreme Challenge: Trials         | 4 ottobre 1999    | 1     | 1:27  | Iowa, Stati Uniti          |                                                      |
| Vittoria   | 1–0      | Michael Martin  | KO (calcio alla testa)                 | World Extreme Fighting 6          | 19 giugno 1999    | 1     | 0:21  | Wheeling, Stati Uniti      |                                                      |